# Velika čistka
Velika čistka ali veliki teror (rusko Большой террор), znana tudi kot leto '37 (37-ой год, Tridtsat sedmoi god), znana tudi kot Ježovščina ('obdobje Ježova'), je bila kampanja, ki jo je sprožil sovjetski komunistični voditelj Josif Stalin, za utrditev njegove oblasti nad partijo in narodom; čistke so bile namenjene tudi odstranitvi preostalega vpliva Leva Trockija in političnih tekmecev. Čistka je potekala med letoma 1936 in 1938.
Po smrti Vladimirja Lenina leta 1924 je v komunistični partiji nastal oblastni vakuum, naslediti so ga skušalo različni uveljavljeni ljudje iz časa Leninove vlade. Generalni sekretar partije Josif Stalin je premagal politične nasprotnike in do leta 1928 prevzel nadzor nad komunistično partijo. Sprva je bilo Stalinovo vodenje splošno sprejeto, doktrina »socializem v eni državi« pa je postala uveljavljena politika partije. Vendar so v začetku tridesetih let dvajsetega stoletja partijski uradniki začeli izgubljati zaupanje v njegovo vodenje zaradi katastrof kolektivizacije in omejenega uspeha prve petletke. Zaradi teh političnih neuspehov so Stalinovi tekmeci, kot je bil Lev Trocki, poskušali preusmeriti stranko stran od Stalinovega poveljevanja.
V tem ozračju dvomov in sumničenj so leta 1934 umorili priljubljenega visokega uradnika Sergeja Kirova. Njegova smrt je bila povod za preiskavo, ki je razkrila mrežo članov partije, ki so delovali proti Stalinu, vključno z več Stalinovimi tekmeci. Številni aretirani v zvezi z umorom Kirova so priznali, da so nameravali ubiti tudi Stalina, vključno z visokimi partijskimi uradniki. Zgodovinarji dvomijo o utemeljenosti teh trditev, kljub temu pa se strinjajo, da je bila Kirovova smrt točka, na kateri je Stalin ukrepal in začel s čistkami.
Leta 1936 je Stalinova paranoja dosegla vrhunec. Strah pred izgubo položaja, morebitna vrnitev Trockija in naraščajoča grožnja fašizma z zahoda so ga spodbudili k odobritvi velike čistke. Čistke je večinoma izvajal NKVD (Ljudski komisariat za notranje zadeve), tajna policija ZSSR. Začetne faze čistk so bile usmerjene v samo sovjetsko vlado. NKVD je začel odstranjevati osrednje partijsko vodstvo, stare boljševike, državne uradnike in regionalne partijske šefe. Sčasoma so čistke zajele tudi Rdečo armado in vrhovno vojaško poveljstvo, kar je imelo katastrofalen učinek na celotno vojsko. Ko se je obseg čistk začel širiti, je vseprisoten sum saboterjev in protirevolucionarjev začel vplivati na civilno življenje. NKVD se je začel osredotočati na nekatere etnične manjšine, kot so bili volški Nemci, ki so bili podvrženi prisilnim deportacijam in skrajni represiji. Med čistko je NKVD za utrjevanje nadzora nad civilisti pogosto uporabljal zapor, mučenje, nasilna zaslišanja in samovoljne usmrtitve.
Leta 1938 je Stalin spremenil svoje stališče glede čistk in izjavil, da so bili notranji sovražniki odstranjeni. Stalin je kritiziral NKVD zaradi izvajanja množičnih usmrtitev in nato usmrtil Genriha Jagodo in Nikolaja Ježova, ki sta vodila NKVD v letih čistk. Čeprav je bilo velike čistke konec, se je vzdušje nezaupanja in vsesplošnega nadzora nadaljevalo še desetletja po njej. Strokovnjaki ocenjujejo, da je v veliki čistki (1936-1938) umrlo približno 700.000 ljudi. Sam izraz "velika čistka" je populariziral zgodovinar Robert Conquest v svoji knjigi Veliki teror (ang. The Great Terror) iz leta 1968. Naslov je aluzija na obdobje francoske revolucije, v angleščini znana kot Reign of Terror (slo. jakobinska diktatura).

## Ozadje
Od leta 1930 dalje so se partijski in policijski funkcionarji bali "družbenega nereda", ki so ga povzročili prevrati prisilne kolektivizacije kmetov in posledične lakote v letih 1932–1933, pa tudi množične in nenadzorovane migracije milijonov kmetov v mesta. Vojna grožnja je povečala Stalinovo in na splošno sovjetsko dojemanje obrobnega in politično sumljivega prebivalstva kot potencialnega vira vstaje v primeru invazije. K temu dojemanju so prispevali tudi ponarejeni dokumenti in dezinformacije, ki jih je širila Nacistična Nemčija, da bi obtožila nedolžne sovjetske državljane. Stalin je začel načrtovati preventivno odpravo takih potencialnih rekrutov za mitsko »peto kolono razgrajačev, teroristov in vohunov«. 
Izraz čistka v sovjetskem političnem slengu je bila okrajšava izraza čistka partijskih vrst. Leta 1933 je partija na primer izključila okoli 400.000 ljudi. Toda od leta 1936 do 1953 je izraz spremenil svoj pomen, saj je izključitev iz partije pomenila skoraj gotovo aretacijo, zapor in pogosto usmrtitev. 
Glede na študijo iz oktobra 1993, objavljeno v The American Historical Review, je bil velik del velike čistke usmerjen proti razširjenemu razbojništvu in kriminalnim dejavnostim, ki so se takrat dogajale v Sovjetski zvezi. Politična čistka je bila predvsem prizadevanje sovjetskega diktatorja Josifa Stalina, da bi odstranil izziv s strani preteklih in potencialnih opozicijskih skupin, vključno z levim in desnim krilom pod vodstvom Leva Trockega in Nikolaja Buharina. Po državljanski vojni in obnovi sovjetskega gospodarstva v poznih 1920-ih se veteranskim boljševikom ni več zdela potrebna "začasna" vojna diktatura, ki je z Lenina prešla na Stalina. Stalinovi nasprotniki znotraj Komunistične partije so ga obtoževali, da je nedemokratičen in ohlapen do birokratske korupcije. To nasprotovanje sedanjemu vodstvu je morda pridobilo znatno podporo med delavskim razredom z napadom na privilegije in razkošje, ki jih je država ponujala svoji visoko plačani eliti. Zdelo se je, da je afera Ryutin upravičila Stalinove sume. Rjutin je sodeloval s še večjim tajnim Opozicijskim blokom, v katerem sta sodelovala Lev Trocki in Grigorij Zinovjev in ki je kasneje privedel do njune smrti. Stalin je uveljavil prepoved partijskih frakcij in prepovedal tiste člane partije, ki so mu nasprotovali, s čimer je dejansko končal demokratični centralizem.
V novi obliki partijske organizacije sta bila politbiro in zlasti Stalin edina razpršilca ideologije. To je zahtevalo izločitev vseh marksistov z drugačnimi nazori, zlasti tistih iz prestižne »stare garde« revolucionarjev. Ko so se začele čistke, je vlada (na ukaz NKVD) usmrtila boljševiške heroje, vključno z Mihailom Tuhačevskim in Bélo Kunom, kot tudi večino Leninovega politbiroja, zaradi političnih nestrinjanj. NKVD je napadel podpornike, prijatelje in družino teh "heretičnih" marksistov, ne glede na to, ali so živeli v Rusiji ali ne. NKVD je skoraj izbrisal družino Trockega, preden ga je njegov agent leta 1940 ubil v Mehiki; agent NKVD Ramón Mercader je bil del operativne skupine za atentate, ki jo je sestavil posebni agent Pavel Sudoplatov po Stalinovih osebnih ukazih. 
Leta 1934 je Stalin označil umor Sergeja Kirova kot pretvezo za začetek velike čistke, v kateri je umrlo približno milijon ljudi. Nekateri poznejši zgodovinarji so verjeli, da je Stalin poskrbel za umor, ali pa vsaj, da je bilo dovolj dokazov za tak sklep. Kirov je bil neomajen Stalinov lojalist, vendar ga je Stalin morda videl kot potencialnega tekmeca zaradi njegove vse večje priljubljenosti med zmernimi. Partijski kongres leta 1934 je Kirova izvolil v centralni komite s samo tremi glasovi proti, najmanj od vseh kandidatov, medtem ko je Stalin prejel 292 glasov proti. Po atentatu na Kirova je NKVD vedno večjo skupino nekdanjih opozicijskih borcev obtožil umora Kirova, pa tudi vse večjega seznama drugih kaznivih dejanj, vključno z izdajo, terorizmom, sabotažo in vohunjenjem.
Druga utemeljitev za čistko je bila odstranitev morebitne »pete kolone« v primeru vojne. Vjačeslav Molotov in Lazar Kaganovič, udeleženca politične represije kot člana politbiroja, sta ves čas čistke ohranjala to utemeljitev; vsak od njih je podpisal številne sezname smrti. Stalin je verjel, da je vojna neizbežna, grozila ji tako izrecno sovražna Nemčija kot ekspanzionistična Japonska. Sovjetski komunistični tisk je državo prikazoval kot ogroženo od znotraj s strani fašističnih vohunov.
Od oktobrske revolucije naprej je Lenin izvajal politično represijo proti domnevnim sovražnikom boljševikov kot sistematično metodo vzbujanja strahu in olajšanja družbenega nadzora, zlasti med kampanjo, ki se običajno imenuje rdeči teror.  Ta politika se je nadaljevala in okrepila v času Stalinovega vladanja, obdobji povečane represije, vključno z deportacijo kulakov, ki so nasprotovali kolektivizaciji, in hudo lakoto v Ukrajini. Lev Kopelev je zapisal: »V Ukrajini se je leto 1937 začelo leta 1933,« pri čemer se nanaša na sorazmerno zgodnji začetek sovjetskega zatiranja v Ukrajini.  Posebna značilnost velike čistke je bila, da so člani vladajoče vlade prvič  stranko množično vključili med žrtve represije. Zaradi razsežnosti terorja so bile velike žrtve čistk člani in funkcionarji komunistične partije. Čistko v Partiji je spremljala čistka celotne družbe.

## Moskovski sodni procesi

### Prvi in drugi moskovski sodni proces
Med letoma 1936 in 1938 so potekali trije zelo veliki moskovski sodni procesi nekdanjim visokim voditeljem komunistične partije, na katerih so bili obtoženi zarote s fašističnimi in kapitalističnimi oblastmi za atentat na Stalina in druge sovjetske vrhovne politike, razpustitev Sovjetske zveze in obnovitev kapitalizma. Ti sodni procesi so bili zelo odmevni in o njih je obsežno poročal zunanji svet, ki je bil očaran nad spektaklom Leninovih najbližjih sodelavcev, ki so priznavali najbolj nezaslišane zločine in prosili za smrtno kazen. 

### Deweyejeva komisija
Maja 1937 so podporniki Trockega v Združenih državah Amerike ustanovili preiskovalno komisijo za obtožbe Leona Trockega na moskovskih procesih, splošno znano kot Deweyjeva komisija, da bi ugotovili resnico o sojenjih. Komisijo je vodil znani ameriški filozof in pedagog John Dewey. Čeprav so bila zaslišanja očitno izvedena z namenom dokazati nedolžnost Trockega, so razkrila dokaze, ki so dokazali, da nekatere specifične obtožbe na sojenjih ne morejo biti resnične. 
Georgy Pyatakov je na primer pričal, da je decembra 1935 odletel v Oslo, da bi od Trockega "prejel teroristična navodila". Deweyjeva komisija je ugotovila, da do takega leta ni prišlo. Drugi obtoženec, Ivan Smirnov, je priznal sodelovanje pri atentatu na Sergeja Kirova decembra 1934, ko je bil že eno leto v zaporu.
Deweyjeva komisija je pozneje objavila svoje ugotovitve v 422-stranski knjigi z naslovom Ni kriv. Njegovi sklepi so potrdili nedolžnost vseh obsojenih na moskovskem procesu. V svojem povzetku je zapisala komisija. 

Neodvisno od zunanjih dokazov Komisija ugotavlja:
Da je bilo vodenje moskovskega procesa takšno, da je prepričalo vsako osebo brez predsodkov, da ni bilo nobenega poskusa ugotoviti resnice.
Čeprav so priznanja nujno upravičena do najresnejše obravnave, sama priznanja vsebujejo tako inherentne neverjetnosti, da Komisijo prepričajo, da ne predstavljajo resnice, ne glede na sredstva, uporabljena za njihovo pridobitev.
Da Trocki nikoli ni dal navodil nobenemu od obtoženih ali prič v moskovskih sojenjih, naj sklene sporazume s tujimi silami proti Sovjetski zvezi [in] da Trocki nikoli ni priporočal, načrtoval ali poskušal obnoviti kapitalizma v ZSSR.
Komisija je zaključila: "Zato menimo, da so moskovski procesi lažni."
Implikacije desničarjev 
Na drugem sojenju je Karl Radek pričal, da je obstajala »tretja organizacija, ločena od kadrov, ki so šli skozi [Trockijevo] šolo,« pa tudi »poltrockisti, četrt-trockisti, osmino-trockisti,  ljudje, ki so nam pomagali, ne da bi vedeli za teroristično organizacijo, vendar so sočustvovali z nami, ljudje, ki so nam iz liberalizma, iz Fronde proti Partiji, dali to pomoč." 
S "tretjo organizacijo" je mislil na zadnjo preostalo nekdanjo opozicijsko skupino, imenovano desničarji, ki jo je vodil Buharin, ki ga je vpletel z besedami:

Počutim se krivega še zaradi nečesa: tudi po priznanju krivde in razkritju organizacije sem trmasto zavračal pričanje o Buharinu. Vedel sem, da je Buharinov položaj prav tako brezizhoden kot moj, ker je bila naša krivda, če ne pravno, pa v bistvu enaka. Vendar sva tesna prijatelja in intelektualno prijateljstvo je močnejše od drugih prijateljstev. Vedel sem, da je Buharin v enakem stanju vznemirjenja kot jaz. Zato ga zvezanega po rokah in nogah nisem hotel izročiti ljudskemu komisariatu za notranje zadeve. Tako kot v odnosu do drugih naših kadrov sem želel, da sam Buharin položi orožje. 

### Tretji Moskovski proces
Tretje in zadnje sojenje, marca 1938, znano kot Proces enaindvajsetih, je najbolj znano med sovjetskimi nazornimi sojenji zaradi vpletenih oseb in obsega obtožb, ki so povezale vse ohlapne niti prejšnjih sojenj. Zamišljeno kot vrhunec prejšnjih sojenj [nevtralnost je sporna] je vključevalo 21 obtožencev, ki naj bi pripadali "bloku desničarjev in trockistov", ki naj bi ga vodil Nikolaj Buharin, nekdanji predsednik Komunistične internacionale, nekdanji premier Aleksej Rikov, Christian Rakovsky, Nikolai Krestinsky in Genrikh Yagoda, nedavno osramočeni vodja NKVD. Čeprav je opozicijski blok pod vodstvom Trockega in z zinovjevci res obstajal, Pierre Broué trdi, da Buharin ni bil vpleten. Za razliko od Brouéja je eden njegovih nekdanjih zaveznikov Jules Humbert-Droz v svojih spominih dejal, da mu je Buharin povedal, da je oblikoval tajni blok z Zinovjevom in Kamenjevom, da bi odstranil Stalina z vodstva. 
Dejstvo, da je bil Yagoda eden od obtoženih, je pokazalo, s kakšno hitrostjo so čistke žrle svoje. Zdaj so domnevali, da so Buharin in drugi od leta 1918 želeli ubiti Lenina, Stalina in Maksima Gorkega z zastrupitvijo, razdeliti ZSSR in predati njena ozemlja Nemčiji, Japonski in Veliki Britaniji ter druge nesmiselne obtožbe. 
Celo prej naklonjeni opazovalci, ki so sprejeli prejšnja sojenja, so te nove obtožbe težje sprejeli, saj so postajale vse bolj absurdne, čistka pa se je razširila tako, da je zajela skoraj vse žive stare boljševiške voditelje razen Stalina in Kalinina. Stalinova leta vladanja so tako očarala zahodne intelektualce kot sojenje in usmrtitev Buharina, ki je bil marksistični teoretik z mednarodnim ugledom. Za nekatere vidne komuniste, kot so Bertram Wolfe, Jay Lovestone, Arthur Koestler in Heinrich Brandler, je sojenje Buharinu pomenilo njihov dokončni prelom s komunizmom in sčasoma celo prve tri spremenilo v goreče protikomuniste. Zanje je Buharinovo priznanje simboliziralo plenilstvo komunizma, ki ni samo uničil svojih sinov, ampak jih je tudi vpoklical v samouničenje in individualno odrekanje.

#### Buharinova izpoved
Na prvi dan sojenja je Krestinsky povzročil senzacijo, ko je zavrnil svoje pisno priznanje in se izrekel za nedolžnega po vseh obtožbah. Vendar pa je naslednji dan po »posebnih ukrepih«, pri katerih so mu med drugim izpahnili levo ramo, svojo tožbo spremenil.
Anastas Mikojan in Vjačeslav Molotov sta kasneje trdila, da Buharina nikoli niso mučili, zdaj pa je znano, da so njegovi zasliševalci dobili ukaz "pretepanje dovoljeno" in so bili pod velikim pritiskom, da od "zvezdnega" obtoženca izsilijo priznanje. Buharin je sprva zdržal tri mesece, a so ga grožnje njegovi mladi ženi in majhnemu sinu skupaj z "metodami fizičnega vpliva" skoraj popolnoma uničile. Ko pa je prebral svojo izpoved, ki jo je dopolnil in popravil osebno Stalin, je svojo celotno izpoved umaknil. Pregled se je začel znova, z dvojno ekipo zasliševalcev.
Zlasti Buharinova izpoved je postala predmet številnih razprav med zahodnimi opazovalci, ki je navdihnila Koestlerjev hvaljeni roman Opoldne tema in filozofski esej Mauricea Merleau-Pontyja v Humanizmu in terorju. Njegovo priznanje je bilo nekoliko drugačno od drugih v tem, da je priznal krivdo za "vsoto kaznivih dejanj", zanikal pa je vednost, ko je šlo za konkretna kazniva dejanja. Nekateri bistroumni opazovalci so opazili, da bo dovolil le tisto, kar je bilo v pisni izpovedi, in zavrnil nadaljevanje [potreben citat].

Rezultat je bila nenavadna mešanica raznih priznanj (da je "izrojen fašist", ki dela za "obnovo kapitalizma") in subtilne kritike sojenja. Potem, ko je ovrgel več obtožb proti njemu, je ena priča opazila, da je Buharin rečeno pokazal, da lahko zelo enostavno uniči celoten primer." Nadaljeval je z besedami, da priznanje obtoženega ni bistveno. Svojo zadnjo prošnjo je končal z besedami:
Pošastnost mojega zločina je neizmerna zlasti v novi fazi boja ZSSR. Naj bo to sojenje zadnja huda lekcija in naj vsem postane jasna velika moč ZSSR.
Romain Rolland in drugi so pisali Stalinu in prosili za pomilostitev Buharina, vendar so bili vsi vodilni obtoženci usmrčeni, razen Rakovskega in dveh drugih (ki sta bila ubita v množičnih pobojih zapornikov NKVD leta 1941). Kljub obljubi, da bo prizanesel njegovi družini, je bila Buharinova žena Anna Larina poslana v koncentracijske taborišče Gulag, vendar je preživela in videla, kako je njenega moža pol stoletja kasneje posmrtno rehabilitirala sovjetska država pod vodstvom Mihaila Gorbačova leta 1988. 

## Nekdanji kulaki in drugi protisovjetski elementi
2. julija 1937 je Stalin v strogo tajnem ukazu šefom regionalne partije in NKVD naročil, naj izdajo ocenjeno število "kulakov" in "kriminalcev" v svojih okrožjih. Te posameznike naj bi aretirali in usmrtili ali poslali v taborišča gulag. Partijski šefi so ugodili in v nekaj dneh izdelali te sezname s številkami, ki so približno ustrezale posameznikom, ki so že bili pod tajnim policijskim nadzorom.
30. julija 1937 je bil izdan ukaz NKVD št. 00447, usmerjen proti "nekdanjim kulakom" in drugim "protisovjetskim elementom" (kot so nekdanji uradniki carskega režima, nekdanji člani političnih strank, ki niso komunistične, itd.). Po sklepih trojk NKVD naj bi jih izvensodno usmrtili ali poslali v taborišča Gulag. 
Zdi se, da so bile naslednje kategorije na indeksnih karticah, katalogih osumljencev, ki jih je leta zbiral NKVD in so jih sistematično izsledili: »bivši kulaki«, ki so bili predhodno deportirani v »posebna naselja« v negostoljubnih delih države (Sibirija, Ural, Kazahstan, Daljni sever), nekdanji carski državni uslužbenci, nekdanji častniki bele armade, udeleženci kmečkih uporov, člani duhovščine, osebe brez volilne pravice, nekdanji člani neboljševiških strank, navadni kriminalci, kot so tatovi, znani policiji in raznim drugim »družbeno škodljivim elementom«. Vendar pa je bilo veliko ljudi aretiranih naključno v akcijah, na podlagi ovadb ali ker so bili v sorodu z že aretiranimi ljudmi, prijatelji ali poznani. Inženirji, kmetje, železničarji in drugi delavci so bili aretirani med "operacijo Kulak" na podlagi dejstva, da so delali za ali v bližini pomembnih strateških mest in tovarn, kjer so se zaradi zgodile delovne nesreče. V tem obdobju je NKVD te primere ponovno odprl in jih označil za "sabotažo" ali "razgradnjo".
Pravoslavna duhovščina, vključno z aktivnimi župljani, je bila skoraj uničena: 85% od 35.000 članov duhovščine je bilo aretiranih. Posebej ranljivi za politično represijo so bili tudi tako imenovani »posebni naseljenci« (spetzpereselentsy), ki so bili pod stalnim policijskim nadzorom in so predstavljali ogromen krog potencialnih »sovražnikov«, na katere se je lahko oprlo. Vsaj 100.000 jih je bilo med veliko čistko aretiranih.  
Po hitrem postopku so bili obravnavani tudi navadni kriminalci, kot so tatovi, "kršitelji potnega režima" itd. V Moskvi je bila na primer skoraj ena tretjina od 20.765 oseb, usmrčenih na strelišču v Butovu, obtožena nepolitičnega kaznivega dejanja. 
Za izvedbo množičnih aretacij je bilo 25.000 častnikov državne varnosti NKVD dopolnjenih z enotami navadne policije ter Komsomolom (Mlada komunistična zveza) in civilnimi člani komunistične partije. Da bi izpolnili kvote, je policija zbirala ljudi na trgih in železniških postajah, da bi aretirala "socialne izobčence". Lokalne enote NKVD so, da bi izpolnile svoj »minimum primerov« in izsilile priznanja od aretirancev, delale v dolgih neprekinjenih izmenah, med katerimi so zasliševale, mučile, pretepale in maltretirale ujetnike. V mnogih primerih so bili aretirani prisiljeni podpisati prazne strani, ki so jih zasliševalci pozneje izpolnili z izmišljenim priznanjem.
Po zaslišanjih so bili spisi predani članom NKVD, ki so izrekali sodbe v odsotnosti obtoženih. Med poldnevnim zasedanjem so zaposleni pregledali več sto primerov in izrekli smrtno obsodbo ali obsodbo v koncentracijska taborišča Gulag. Smrtne kazni so bile takoj izvršljive. Usmrtitve so izvajali ponoči, bodisi v zaporih ali na osamljenih območjih, ki jih je vodil NKVD in so bili praviloma na obrobju večjih mest.
"Operacija Kulak" je bila največja posamezna kampanja zatiranja v letih 1937–38, saj je bilo aretiranih 669.929 ljudi in 376.202 usmrčenih, več kot polovica vseh znanih usmrtitev.

## Kampanja po narodnosti
Po ukazu Nikolaja Ježova je NKVD med letoma 1937 in 1938 izvedel vrsto množičnih operacij proti določenim narodnostim v Sovjetski zvezi.
Operacija NKVD proti Poljakom je bila največja te vrste. Poljaki so bili največja žrtev NKVD: 143.810 aretacij in 111.091 usmrtitev po evidenci. Snyder ocenjuje, da je bilo med njimi vsaj petinosemdeset tisoč etničnih Poljakov. Poljaki so predstavljali 12,5 % tistih, ki so bili ubiti med velikim terorjem, medtem ko so predstavljali le 0,4 % prebivalstva. Na splošno so narodne manjšine, ki so bile tarče teh akcij, sestavljale 36 % žrtev velike čistke, čeprav so predstavljale le 1,6 % prebivalstva Sovjetske zveze; 74 % pripadnikov etničnih manjšin, aretiranih med veliko čistko, je bilo usmrčenih, medtem ko so imeli tisti, ki so bili obsojeni med operacijo Kulak, le 50 % možnosti, da bodo usmrčeni (čeprav je to morda posledica pomanjkanja prostora v taboriščih Gulag v poznih fazah čistk namesto namerne diskriminacije pri obsojanju).
Žene in otroke aretiranih in usmrčenih je obravnaval NKVD-jev odlog št. 00486. Ženske so bile obsojene na prisilno delo od 5 do 10 let. Njihove mladoletne otroke so zaprli v sirotišnice. Vse imetje je bilo zaplenjeno. Razširjene družine so namenoma pustili brez ničesar za preživetje, kar je običajno zapečatilo tudi njihovo usodo, kar je prizadelo do 200.000–250.000 ljudi poljskega porekla, odvisno od velikosti njihovih družin. Nacionalne operacije NKVD so potekale po sistemu kvot z albumskim postopkom. Uradniki so bili pooblaščeni za aretacijo in usmrtitev določenega števila tako imenovanih "protirevolucionarjev", ki jih je zbrala uprava z uporabo različnih statističnih podatkov, pa tudi telefonskih imenikov z imeni, ki niso zvenela rusko.
Operacija NKVD proti Poljakom je služila kot model za vrsto podobnih tajnih odlokov NKVD, namenjenih številnim državljanstvom v Sovjetski zvezi: finski, latvijski, estonski, bolgarski, afganistanski, iranski, grški in kitajski. Med akcijami proti narodnim manjšinam je bila največja, po številu žrtev takoj za "Kulaško akcijo". Po besedah Timothyja Snyderja so etnični Poljaki sestavljali največjo skupino žrtev velike čistke, saj so predstavljali manj kot 0,5 % prebivalstva države, a so sestavljali 12,5 % usmrčenih. Timothy Snyder pripisuje 300.000 smrti med veliko čistko "nacionalnemu terorju", vključno z etničnimi manjšinami in ukrajinskimi kulaki, ki so preživeli zgodnja trideseta leta. V zvezi z manjšinami v diaspori, od katerih je bila velika večina sovjetskih državljanov in katerih predniki so desetletja in včasih stoletja prebivali v Sovjetski zvezi in Ruskem imperiju, je "to poimenovanje absolutiziralo njihovo čezmejno etnično pripadnost kot edini pomemben vidik njihove identitete, zadosten dokaz njihove nezvestobe in zadostno opravičilo za njihovo aretacijo in usmrtitev«. Nekateri učenjaki so nacionalne operacije NKVD označili za genocidne. Norman Naimark je Stalinovo politiko do Poljakov v tridesetih letih 20. stoletja označil za genocidno: vendar velike čistke ne šteje za povsem genocidno, ker je bila tarča tudi političnih nasprotnikov. Večina znanstvenikov pa se osredotoča na varnostno dilemo na obmejnih območjih, kar kaže na potrebo po zavarovanju etnične celovitosti sovjetskega prostora nasproti sosednjim kapitalističnim sovražnim državam. Poudarjajo vlogo mednarodnih odnosov in menijo, da predstavniki teh manjšin niso bili usmrčeni zaradi svoje etnične pripadnosti, temveč zaradi morebitnih odnosov do držav, sovražnih do ZSSR, in strahu pred nelojalnostjo v primeru invazije. Kljub temu obstaja le malo dokazov, ki bi nakazovali, da so domnevni ruski in Stalinovi predsodki igrali osrednjo vzročno vlogo v veliki čistki.

## Čistke v vojski
Čistka v Rdeči armadi in vojaški pomorski mornarici je odstranila od tri od pet maršalov (takrat enakovredne generalom s štirimi zvezdicami), 13 od 15 armadnih poveljnikov (takrat enakovredne generalom s tremi zvezdicami), osem od devetih admiralov (usmrčenih 50 od 57 poveljnikov armadnih korpusov, 154 od 186 poveljnikov divizij, 16 od 16 armadnih komisarjev in 25 od 28 armadnih korpusov.
Sprva je veljalo, da je bilo pobitih 25–50 % častnikov Rdeče armade; zdaj je znano, da je prava številka usmrčenih 3,7–7,7 %. To neskladje je bilo posledica sistematičnega podcenjevanja resnične velikosti častniškega korpusa Rdeče armade, pri čemer je bilo spregledano, da je bila večina usmrčenih zgolj izključena iz partije. Le trideset odstodkov tistih, ki so bili izključeni, se je smelo vrniti v službo.
Čistke v vojski naj bi bile podprte z nemško ponarejenimi dokumenti (naj bi šlo za korespondenco med maršalom Tuhačevskim in člani nemškega vrhovnega poveljstva). Trditev ni podprta z dejstvi, saj sta bila v času, ko naj bi dokumenti nastali, dva moška iz skupine Tuhačevskega že zaprta, v času, ko naj bi dokument prišel do Stalina, pa je čistka že potekala. Vendar so bili dejanski dokazi, predstavljeni na sojenju, pridobljeni z izsiljenimi priznanji.
Čistka je imela pomemben vpliv na nemško odločanje v drugi svetovni vojni: številni nemški generali so nasprotovali invaziji na Rusijo, toda nemški voditelj Adolf Hitler se s tem ni strinjal in je trdil, da je bila Rdeča armada manj učinkovita, potem ko je bilo njeno intelektualno vodstvo odpravljeno v čistki.

## Širše čiščenje
Stalin je dal pobiti tudi veliko število svojih lastnih, veliko tudi nekdanjih, sodelavcev. Sčasoma so bili usmrčeni skoraj vsi boljševiki, ki so imeli vidne vloge med rusko revolucijo leta 1917 ali v Leninovi sovjetski vladi. Štirje od ostalih petih so bili usmrčeni; peti, Lev Trocki, je bil leta 1929 prisiljen v izgnanstvo izven Sovjetske zveze, leta 1940 pa ga je v Mehiki ubil sovjetski agent Ramón Mercader. Od sedmih članov, izvoljenih v politbiro med oktobrsko revolucijo in Leninovo smrtjo leta 1924, so bili štirje usmrčeni, eden (Tomski) je storil samomor, dva (Molotov in Kalinin) pa sta preživela. 
Čeprav so bili sodni procesi in usmrtitve nekdanjih boljševiških voditeljev najvidnejši del, so bili le manjši vidik čistk za aretacije in usmrtitve kot za vse druge dejavnosti v planskem gospodarstvu.
Žrtve so v odsotnosti in v zaprtih prostorih obsodili zunajsodni organi – vodstva NKVD so obsodile avtohtone »sovražnike« po ukazu odloga št. 00447 in dvočlanski dvoiki (komisar NKVD Nikolaj Ježov in glavni državni tožilec Andrej Višinski ali njuna namestnika), ki so bili aretirani po nacionalni liniji. Značilnost vseh množičnih operacij NKVD je bila prilagodljivost: najprej, bi lahko številke - tako imenovano mejo - zlahka povečali; drugič, uradnikom NKVD je bilo povsem prepuščeno, ali bodo določenega ujetnika ustrelili ali poslali v taborišča; tretjič, časovne omejitve, določene za dokončanje posameznih operacij, so se vedno znova podaljševale. 
Žrtve so usmrtili ponoči, bodisi v zaporih, v kleteh sedeža NKVD ali na osamljenem območju, običajno v gozdu. Oficirji NKVD so ujetnike streljali v glavo s puškami.

### Inteligenca
V 1920-ih in 1930-ih je bilo zaprtih 2000 pisateljev, intelektualcev in umetnikov, 1500 pa jih je umrlo v zaporih in koncentracijskih taboriščih Gulag. Urad je bil nasilno očiščen že leta 1933, ker ni napovedal vremena, škodljivega za pridelke. Še posebej visok smrtni davek pa je bil med pisci. 

### Žrtve zahodnih emigrantov
Med žrtvami velike čistke so bili ameriški priseljenci, ki so emigrirali na vrhuncu velike gospodarske krize, da bi našli delo. Na vrhuncu čistke so ameriški priseljenci odšli na ameriško veleposlaništvo in prosili za potne liste, da bi lahko zapustili Sovjetsko zvezo. Uradniki veleposlaništva so jih zavrnili, nato pa so jih na pločniku zunaj aretirali prežijoči agenti NKVD. Mnoge so komunisti pozneje ustrelili na strelišču Butovo. Poleg tega je bilo 141 ameriških državljanov finskega porekla usmrčenih in pokopanih v Sandarmokhu. Tam je bilo ustreljenih in pokopanih tudi 127 finskih Kanadčanov.

### Usmrtitve političnih zapornikov v Gulagih
V velikem številu so bili usmrčeni tudi politični zaporniki, ki so že prestajali kazen v taboriščih Gulag. Odredba NKVD št. 00447 je bila namenjena tudi »najbolj zlobnim in trdovratnim protisovjetskim ljudem v taboriščih«, vsi so bili »uvrščeni v prvo kategorijo« – torej postreljeni. Odredba NKVD št.  00447 je odredila 10.000 usmrtitev za ta kontingent, vendar jih je bilo med tajno množično operacijo ustreljenih vsaj trikrat več, večina v marcu–aprilu 1938.

### Velika čistka v Mongoliji
V poznih tridesetih letih dvajsetega stoletja je Stalin poslal zaposlene NKVD v Mongolsko ljudsko republiko, kjer je ustanovil mongolsko različico NKVD in nadaljeval z usmrtitvijo več deset tisoč ljudi, obtoženih povezav s "projaponskimi vohunskimi krogi". Budistični menihi so predstavljali največje število žrtev, saj jih je bilo v čistki ubitih 18.000. Druge žrtve so bili plemstvo ter politične in akademske osebnosti, skupaj z nekaterimi navadnimi delavci in pastirji. Še leta 2003 so odkrili množična grobišča s stotinami usmrčenih budističnih menihov in civilistov.

### Velika čistka v Šindžijangu
Prosovjetski voditelj Sheng Shicai iz province Xinjiang na Kitajskem je leta 1937 sprožil lastno čistko, ki je sovpadala s Stalinovo veliko čistko. Vojna v Šindžinjangu (1937) je izbruhnila med čistko. Sheng je prejel pomoč NKVD. Sheng in Sovjeti so domnevali obsežno trockistično zaroto in "fašistično trockistično zaroto" za uničenje Sovjetske zveze. Med 435 domnevnimi zarotniki v zaroti so bili sovjetski generalni konzul Garegin Apresoff, general Ma Hushan, Ma Shaowu, Mahmud Sijan, uradni voditelj province Xinjiang Huang Han-chang in Hoja-Niyaz. Xinjiang je tako prišel pod praktično sovjetski nadzor.

## Zaključek
Poleti 1938 je bil Ježov odstranjen s položaja vodje NKVD, na koncu pa so mu sodili in ga usmrtili. Na čelu ga je nasledil Lavrentij Berija. 17. novembra 1938 sta skupni odlok Sovnarkoma ZSSR in Centralnega komiteja VKP(b) (Odlok o aretacijah, tožilskem nadzoru in poteku preiskav) in poznejši ukaz NKVD, ki ga je podpisal Berija, razveljavil večino ukazov NKVD o sistematični represiji in pogojno izvajanje smrtnih kazni. Odlok je nakazal konec množičnih sovjetskih čistk. Ko so Ježova usmrtili, je Stalin v zasebnem pogovoru z Aleksandrom Jakovljevim trdil, da je to zato, ker je ubil veliko nedolžnih ljudi.
Michael Parrish trdi, da medtem, ko se je velika čistka končala leta 1938, se je manjši teror nadaljeval v 1940-ih. Aleksander Solženjicin (častnik sovjetske vojske, ki je postal za desetletje ujetnik v sistemu Gulag) v Arhipelagu Gulag predstavlja najbolj celosten pogled na časovnico vseh leninističnih in stalinističnih čistk (1918–1953), v katerih je bila morda čistka v letih 1936–1938 preprosto tista, ki je pritegnila največ pozornosti ljudi, ki so lahko zabeležili njeno razsežnost zanamcem – inteligence – tako, da se je neposredno osredotočila nanje, medtem ko je več drugih valov tekočega toka čistk, kot je prva petletka načrta kolektivizacije in dekulakizacije v letih 1928–1933, so bili prav tako ogromni in prav tako brez pravičnosti, a jih je ljudski spomin (preživele) sovjetske javnosti uspešneje pogoltnil v pozabo.
V nekaterih primerih je bilo višje vojaško poveljstvo, aretirano pod vodstvom Ježova, pozneje usmrčenih pod vodstvom Berije. Nekateri primeri vključujejo maršala Sovjetske zveze Aleksandra Jegorova, aretiranega aprila 1938 in ustreljenega (ali umrlega zaradi mučenja) februarja 1939 (njegova žena G. A. Jegorova je bila ustreljena avgusta 1938); Armadni poveljnik Ivan Fedko, aretiran julija 1938 in ustreljen februarja 1939; Zastavnik Konstantin Dušenov [ru], aretiran maja 1938 in ustreljen februarja 1940; Komkor G. I. Bondar, aretiran avgusta 1938 in ustreljen marca 1939. Vsi omenjeni so bili posmrtno rehabilitirani.
Ko so svojci usmrčenih v letih 1937–38 spraševali o njihovi usodi, jim je NKVD lažno povedal, da so bili njihovi aretirani sorodniki obsojeni na »deset let brez pravice dopisovanja«. Ko so v letih 1947–48 potekla ta desetletna obdobja, aretirani pa se niso pojavili, so svojci ponovno povprašali NKVD o njihovi usodi in tokrat jim je povedal, da so aretirani umrli v zaporu.

## Število žrtev
Uradne številke navajajo skupno število dokumentiranih usmrtitev v letih 1937 in 1938 na 681.692, poleg 116.000 smrti v Gulagu in 2.000 neuradno ubitih v streljanju, kar ni po 58. členu; ker se skupna ocena smrti, ki jo je povzročila sovjetska represija med veliko čistko, giblje od 950.000 do 1,2 milijona, kar vključuje usmrtitve, smrti v priporu in tiste, ki so umrli kmalu po izpustitvi iz Gulaga zaradi nečloveškega ravnanja z njimi.
Po mnenju Roberta Conquesta je bila praksa ponarejanja za zniževanje številk usmrtitev prikrivanje usmrtitev s kaznijo "deset let brez pravice dopisovanja", kar je skoraj vedno pomenilo usmrtitev. Vsa trupla, identificirana v množičnih grobiščih v Vinnitsi in Kuropatih, so bila od posameznikov, ki so prejeli to kazen. Kljub temu je nižja številka potrdila Conquestovo prvotno oceno iz leta 1968 o 700.000 "zakonitih" usmrtitvah in v predgovoru k izdaji Velike groze ob 40. obletnici je Conquest trdil, da je imel "prav glede ključne zadeve – številk, ki jih  smrt: približno en milijon«.
Po besedah J. Arch Gettyja in Olega V. Naumova, ocene o usmrtitvah v velikih čistkah kažejo od 500.000 do 7 milijonov. Vendar pa po njihovem mnenju "arhivski dokazi tajne policije zavračajo astronomsko visoke ocene, ki so pogosto podane o številu žrtev terorizma" in "podatki, ki so na tej točki na voljo, jasno kažejo, da je število ustreljenih v dveh najhujših letih čistk [1937–38] bila verjetnejša v stotisočih kot v milijonih.« Po besedah zgodovinarke Corrine Kuhr je bilo med veliko čistko usmrčenih 700.000 ljudi od 2,5 milijona aretiranih. Profesor Nérard François-Xavier ocenjuje, da je bilo enako število obsojenih na smrt, vendar navaja, da je bilo aretiranih 1,3 milijona ljudi.
Sovjeti so sami podali svoje ocene, pri čemer je Vjačeslav Molotov rekel: "Poročilo, ki ga je napisal ta član komisije ... pravi, da je bilo v tridesetih letih prejšnjega stoletja opravljenih 1.370.000 aretacij. To je preveč. Odgovoril sem, da je treba številke temeljito pregledati."

## Stalinova vloga v veliki čistki
Zgodovinarji z dostopom do arhivov so potrdili, da je bil sovjetski diktator Josif Stalin tesno vpleten v čistko. Ruski zgodovinar Oleg V. Khlevniuk trdi, da "teorij o elementarni, spontani naravi terorja, o izgubi osrednjega nadzora nad potekom množične represije in o vlogi regionalnih voditeljev pri sprožitvi terorja preprosto ne podpira zgodovinski zapis". Poleg podpisovanja Ježovljevih seznamov je Stalin včasih dajal navodila glede določenih posameznikovV nekem primeru je rekel Ježovu: "Ali ni čas, da tega gospoda stisnemo in ga prisilimo, da poroča o svojih umazanih poslih? Kje je: v zaporu ali hotelu?" V drugem je med pregledovanjem enega izmed Ježovljevih seznamov imenu M. I. Baranova dodal »tepi, tepi!« Stalin je v letih 1937 in 1938 podpisal tudi 357 seznamov, ki so dovoljevali usmrtitve okoli 40.000 ljudi, in približno 90 % teh je potrjenih, da so bili ustreljeni, je bilo 7,4 % zakonito usmrčenih. Med pregledovanjem enega od takšnih seznamov naj bi Stalin nekomu posebej zamrmral: "Kdo se bo spominjal vsega tega naklapanja čez deset ali dvajset let? Nihče. Kdo se zdaj spominja imen bojarjev, ki se jih je znebil Ivan Grozni? Nihče."
Povsem mogoče je, da je Ježov zavajal Stalina glede vidikov procesa čistk. Mnogi ljudje v tistem času in tudi nekaj kasnejših komentatorjev je domnevalo, da velike čistke ni začela Stalinova pobuda, zato se je pojavila ideja, da je bil proces povsem ušel nadzoru, ko se je začel. Stalin morda ni predvidel katastrofalnih izvajanj NKVD pod vodstvom Ježova. Stalin je nasprotoval tudi velikemu številu ljudi, ki jih je Ježov pobijal. Na primer, ko je Ježov objavil, da je bilo izključenih 200.000 članov partije, mu je Stalin rekel, da jih je "zelo veliko" in predlagal, da naj namesto tega izključi samo 30.000 in 600 nekdanjih trockistov in zinovjevcev, kar "bi bila večja zmaga".
Stephen G. Wheatcroft trdi, da medtem ko 'namerne smrti', ki jih je povzročil Hitler, predstavljajo 'umor', tiste, ki jih je povzročil Stalin, spadajo v kategorijo 'usmrtitev', čeprav v smislu »povzročanja smrti zaradi kriminalne malomarnosti in neusmiljenosti (...) je Stalin definitivno presegel Hitlerja«.

## Množična grobišča in spomeniki
V poznih osemdesetih letih dvajsetega stoletja je z nastankom Spominskega društva in podobnih organizacij po vsej Sovjetski zvezi v času Gorbačove glasnosti (»odprtost in preglednost«) postalo mogoče ne samo govoriti o velikem terorju, ampak tudi začeti raziskovati množična grobišča iz časa velike čistke 1937–1938 in identificirati tam pokopanih. 
Leta 1988 so na primer množična grobišča v Kurapatih v Belorusiji prizorišče postala med demonstranti in policijo. Leta 1990 so iz nekdanjega taborišča Solovki v Belem morju pripeljali balvan in ga postavili poleg sedeža KGB v Moskvi kot spomenik vsem "žrtvam politične represije" od leta 1917.
Po razpadu Sovjetske zveze je bilo odkritih veliko več množičnih grobišč, polnih usmrčenih žrtev velike čistke, in spremenjenih v spominska mesta. Nekatera, na primer morišča Bykivnia blizu Kijeva, naj bi vsebovala do 200.000 trupel žrtev, ki so jih komunisti usmrtili na Stalinov ukaz.
Leta 2007 je bilo eno takih krajev, strelišče Butovo blizu Moskve, spremenjeno v svetišče žrtvam stalinizma. Med avgustom 1937 in oktobrom 1938 je bilo tam usmrčenih in pokopanih več kot 20.000 ljudi.
30. oktobra 2017 je ruski predsednik Vladimir Putin v Moskvi odprl Zid žalosti, uradno, a kontroverzno priznanje zločinov sovjetskega totalitarnega stalinističnega režima.
 

Avgusta 2021 so v Odesi v Ukrajini med raziskovalnimi deli za načrtovano širitev mednarodnega letališča Odesa odkrili množično grobišče z med 5000 in 8000 okostnjaki. Grobovi naj bi izvirali iz poznih tridesetih let dvajsetega stoletja med čistko. 
- Množično grobišče Kuropaty blizu Minska v Belorusiji.
- Spominsko pokopališče Krasny Bor pri Petrozavodsku v Rusiji
- Spomenik v Tomsku v Rusiji, posvečen v spomin na poljske žrtve stalinistične represije.
- Spomenik žrtvam politične represije v Donecku v Ukrajini.
- Spomenik žrtvam stalinistične represije v Tomsku v Rusiji.
- Spominska plošča na vhodu v množično grobišče Sandarmokh v Rusiji, ki se glasi: "Ljudje! Ne ubijajte drug drugega!"

## Zgodovinski pomen
Po besedah zgodovinarja Jamesa Harrisa sodobna arhivska raziskava dela "precej velike luknje v tradicionalni zgodovini", ki so jo stkali Conquest in drugi. Čeprav njegove ugotovitve ne razbremenijo Stalina ali sovjetske države, razblinijo idejo, da je bilo prelivanje krvi zgolj posledica Stalinovega poskusa vzpostavitve lastne osebne diktature; dokazi kažejo, da je bil zavezan izgradnji socialistične države, ki si jo je zamislil Lenin. Pravi motiv za teror je bil po Harrisovem mnenju pretiran strah pred kontrarevolucijo:
Kakšna je bila torej motivacija za teror? Odgovori so zahtevali veliko več kopanja, vendar je postopoma postalo jasno, da je nasilje v poznih tridesetih letih prejšnjega stoletja povzročalo strah. Večina boljševikov, med njimi tudi Stalin, je verjela, da so revolucije leta 1789, 1848 in 1871 spodletele, ker njihovi voditelji niso ustrezno predvideli silovitosti protirevolucionarne reakcije establišmenta. Odločeni so bili, da ne bodo naredili iste napake.
Med zgodovinarji sta se pojavili dve glavni smeri razlage. Ena trdi, da so čistke odražale Stalinove ambicije, njegovo zločinsko politiko, njegovo veliko paranojo in njegov notranji nagon, da bi povečal svojo moč in odstranil potencialne tekmece. Revizionistični zgodovinarji pojasnjujejo čistke s teoretiziranjem, da so rivalske frakcije izkoristile Stalinovo paranojo in uporabile teror za okrepitev svojega položaja. Peter Whitewood preučuje prvo čistko, usmerjeno v vojsko, in pride do tretje razlage, da so Stalin in drugi najvišji politiki verjeli, da so vedno obkroženi s kapitalističnimi sovražniki, vedno zaskrbljeni zaradi ranljivosti in lojalnosti Rdeče armade. Dejal je: "To ni bila zvijača – Stalin je v to resnično verjel. Stalin je napadel Rdečo armado, ker je resno napačno zaznal resno varnostno grožnjo"; tako "se zdi, da je Stalin resnično verjel, da so se sovražniki, ki jih podpira tujina, infiltrirali v vrste in uspeli organizirati zaroto v samem središču Rdeče armade." Čistka je od junija 1937 do novembra 1938 močno prizadela in aretira 35.000 ljudi; mnogi so bili usmrčeni. Izkušnje z izvajanjem čistk so olajšale odstranjevanje drugih ključnih elementov v širši sovjetski politiki. Zgodovinarji pogosto navajajo motnje kot dejavnike katastrofalne vojaške uspešnosti Rdeče armade med nemško invazijo. Robert W. Thurston poroča, da čistka ni bila namenjena ukrotitvi sovjetskih množic, od katerih so mnoge pomagale uveljaviti čistko, temveč obravnavanju nasprotovanja Stalinovi totalitarni vladavini med sovjetskimi elitami.